# サンガサンガ島
サンガサンガ島（Sanga-Sanga）はフィリピン南西、スールー海とセレベス海の間にあるスールー諸島の島。東にタウィタウィ島、南西にボンガオ島が存在する。
島内は島名と同名のSanga-Sangaを含めKarungdong、Lakit-Lakit、Lato-Lato、Luuk Pandan、Malassa、Mandulan、Pagasinan、Pakias、Paniongan、Tubig Basagの11のバランガイに分かれており、これらのバランガイは全てタウィタウィ州のボンガオ自治体に含まれている。
第2次世界大戦中、日本のフィリピン侵攻後、タウィタウィ島やサンガサンガ島は大日本帝国海軍の主要な泊地であり、1945年の4月2日にスールー諸島の戦いで米豪連合軍が占領した。
島内には第2次世界大戦中から使われているサンガサンガ空港が存在し、これはタウィタウィ州の主要空港となっている。

## 註
1. ↑  “Total Population by Province, City, Municipality and Barangay: as of May 1, 2010”. 2010 Census of Population and Housing.   National Statistics Office. 2014年9月1日閲覧。
2. ↑  “Sanga Sanga”. Pacific Wrecks.com. 2014年7月15日閲覧。
3. ↑  “Sanga-Sanga Airfield (Tawi-Tawi)”. Pacific Wrecks.com. 2015年5月30日閲覧。